# Гупијер (Калвадос)
Гупијер (фр. Goupillières) насеље је и општина у северној Француској у региону Доња Нормандија, у департману Калвадос која припада префектури Кан.
По подацима из 2011. године у општини је живело 178 становника, а густина насељености је износила 78,41 становника/km². Општина се простире на површини од 2,27 km². Налази се на средњој надморској висини од 117 метара (максималној 165 m, а минималној 14 m).

## Демографија
| 1962. | 1968. | 1975. | 1982. | 1990. | 1999. | 2011. |
| ----- | ----- | ----- | ----- | ----- | ----- | ----- |
| 65    | 78    | 89    | 117   | 115   | 150   | 178   |

График промене броја становника у току последњих година